# Prodotti ZOI e ZOZP croati
Elenco dei prodotti agroalimentari croati già riconosciuti e in richiesta di riconoscimento da parte delle leggi di protezione comunitaria
- Zaštićene oznake izvornosti (ZOI)[2] = Denominazione di origine protetta
- Zaštićene oznake zemljopisnog podrijetla (ZOZP)[3] = Indicazione geografica protetta

## Denominazione d'Origine Protetta
- Olio extra vergine di oliva di Cherso
- Olio di oliva di Curzola
- Olio di oliva di Veglia
- Olio di oliva di Solta
- Mandarino della Narenta
- Crauti di Ogulin
- Agnellino di Pago
- Prosciutto dell'Istria
- Olio extra vergine di oliva dell'Istria (richiesta pubblicata)
- Sale di Pago (richiesta)
- Miele della Slavonia (richiesta)

## Indicazione Geografica Protetta
- Salsiccia della Baranja
- Prosciutto della Dalmazia
- Prosciutto di Dernis
- Prosciutto di Veglia
- Patata di Lika
- Carne di tacchino di Zagorie
- Focaccia ripiena della Poglizza
- Salsiccia della Slavonia (richiesta pubblicata)
- Carne di tìblizze del Međimurje (richiesta)
- Agnellino di Lika (richiesta)